# Brigitte Métra
Brigitte Métra, née à Besançon le 25 mars 1954, est une architecte française. Ancienne collaboratrice de Jean Nouvel, elle dirige une agence d'architecture et est l'auteur de plusieurs bâtiments en France et en Chine et notamment l'architecte associée de la Philharmonie de Paris.

## Biographie
Née à Besançon, elle est diplômée de l'École nationale supérieure d'architecture de Paris-La Villette. Entrée au sein de l'agence de Jean Nouvel dans les années 1980, elle y est chef de projet pour plusieurs réalisations de salle de spectacle : le Palais de la culture et des congrès de Lucerne, la salle symphonique de Copenhague, et le Guthrie Theater de Minneapolis. 
Elle crée son agence Métra + Associés en 2003. Elle continue à travailler en association avec Jean Nouvel pour plusieurs projets dont le théâtre de Perpignan ou la Philharmonie de Paris pour laquelle elle est chargée de la conception et le suivi de chantier de la grande salle de concert,.
Elle est faite chevalier de la Légion d'honneur en avril 2013 et entre à l'Académie d'architecture en juin 2014.

## Principales réalisations

Immeuble « Le Garance » à Paris, pour des services du ministère de l'Intérieur.

- Unité de production Sophysa, Besançon, 2005-2007
- La Commanderie, salle de spectacle de Dole, 2006-2011
- Théâtre de l'Archipel, Perpignan, en association avec Jean Nouvel, 2011
- Résidence étudiante, 91 rue de la Fontaine-au-Roi, Paris 11e, 2007-2011
- Centre des bus de la RATP, école et bureaux, 35 rue des Pyrénées, Paris 20e, 2005-2015
- Immeuble « Le Garance » rue des Pyrénées, Paris 20e, pour des services du ministère de l'Intérieur[3]
- Architecte associée à la Philharmonie de Paris avec Jean Nouvel
- quartier de boutiques de luxe et de logements à Ningbo, Chine.
- Pôle tertiaire de la Viotte, Besançon.
- Bâtiment 2 de Sophysa, Besançon, 2023.